# Walker Buehler
Walker Anthony Buehler (né le 28 juillet 1994 à Lexington, Kentucky, États-Unis) est un lanceur droitier des Dodgers de Los Angeles de la Ligue majeure de baseball.

## Carrière
Encore à l'école secondaire, Walker Buehler est réclamé par les Pirates de Pittsburgh au 14e tour de sélection du repêchage amateur de 2012. Il ignore l'offre pour rejoindre les Commodores de l'université Vanderbilt.
Membre de l'équipe des Commodores championne des College World Series en 2014, il est le lanceur partant du premier match de la finale pour Vanderbilt. En 2015, les Cavaliers de l'université de Virginie prennent leur revanche et l'emportent sur Vanderbilt et Buehler est le lanceur partant du 3e et dernier match de la finale des College World Series, quittant la rencontre ultime sur une égalité de 2-2.

### Dodgers de Los Angeles
Buehler est le 24e joueur choisi au repêchage amateur de 2015. Sélectionné par les Dodgers de Los Angeles, il signe avec eux son premier contrat professionnel et perçoit une prime de 1,78 million de dollars. En août 2015, peu après la signature de ce contrat, il subit une opération Tommy John pour réparer un ligament de son coude droit, ce qui repousse à 2016 ses débuts professionnels en ligue mineure.
Lanceur partant dans les ligues mineures, Walker Buehler fait ses débuts dans le baseball majeur comme lanceur de relève avec les Dodgers de Los Angeles le 7 septembre 2017 et impressionne avec une balle rapide à 160 km/h au cours de deux manches lancées sans accorder de point aux Rockies du Colorado.